# Ouossébougou
Ouossébougou (Wessébougou) és una població de Mali a la regió de Koulikoro. Està a uns 70 km al sud-oest de Goumbou i a 180 km al nord de Bamako.
Fou una posició clau de l'Imperi Tuculor per defensar les terres entre Kaarta i Ségou. El tinent Marchand va explorar la zona i el gener de 1890 va arribar a Ouossébougou, explorant 250 kilòmetres de ruta entre Bamako i Farak (més enllà de Ségou).
Després de l'èxit de la conquesta de Ségou el 1890, Archinard, per donar satisfacció als bambares, va decidir conquerir aquesta fortalesa que era una posició avançada dels tuculors a la frontera amb el Bélédougou. Va sortir de Ségou amb una columna lleugera passant per un territori amb poca aigua; anaven una companyia de tiradors (manada pel capità Launay), dos companyies d'auxiliars i una secció de spahis, en total 27 europeus i 275 indígenes, a més de contingents bambares formats per un miler de cavallers i dos o tres mil infants. La tata d'Ouossébougou, qui enllaçava Ségou amb Nioro, estava formada per un recinte en pla, amb un diomfoutou d'accés difícil; els seus defensors estaven acostumats al saqueig. El 25 d'abril a les 8 del matí, els francesos van arribar a la vista de la tata i van començar a obrir foc d'artilleria, preparant mentre l'assalt que ferien al davant els tiradors auxiliars, després els bambares i en reserva la companyia de Launay; l'assalt a la fortalesa es va iniciar a les 5 de la tarda; els tiradors auxiliars van penetrar per les bretxes manats pel tinent Levasseur, trobant una defensa acarnissada; tots els europeus foren morts o ferits, incloent Levaseur (ferit greu) i el capità Magin (mort quan intentava ajudar al tinent); la resistència fou tenaç, casa per casa; el tinent Lucciardi va poder entrar al diomfoutou però no va poder progressar; els bambares van començar a retrocedir i els va entrar el pànic; la reserva va haver d'intervenir; a la nit el combat es va aturar; durant la nit el capita Baudot va iniciar un bombardeig artiller i a les tres de la matinada els defensors van intentar una sortida que fou rebutjada per la companyia de Launay. El dia 26 d'abril a l'alba, l'artilleria va començar a bombardejar el diomfoutou i la rodalia buscant obrir una segona bretxa; circulen notícies que una força tuculor es troba propera i marxa per ajudar al defensors (però de fet elements profrancesos els van enganar i finalment van restar immòbils). Una arenga als bambares reproduïda pels recitadors i cantants va precedir l'atac que els bambares van realitzar ara amb més fúria, dividits en dos columnes (Mourdia i Dampfa), aconseguint prendre nombroses cases tot i la resistència dels tuculors (fins i tot les dones); finalment el cap dels defensors, Bandiougou Diara, va fer explotar el diomfoutou, morint en l'explosió junt amb uns quants defensors. Llavors la resistència es va aturar; els francesos van tenir 15 morts i 82 ferits. Archinard va entregar Ouossébougou al cap bambara de Digna a qui antigament havia pertangut.